# Koštana (opera)
Koštana, opera srpskog skladatelja Petra Konjovića. Predstavlja Konjovićev prijelaz s romantičkih prvijenaca na glazbenu dramu. Koštana ima realističnu i ekspresivnu deklamaciju, a orkestar je simfonijski razrađen. Praizvedena je u Zagrebu 1931. Triptihon, plesovi iz Koštane praizvedeni su u Zagrebu 1958. godine.
Operu je napisao na osnovi istoimenog djela Bore Stankovića. Opera je u šest slika. Glavni likovi u djelu su: Koštana (sopran), Mitke (bas), Hadži-Toma (bariton), Kata (alt), Arsa (bariton) i Stojan (tenor).
Koštana je nakon što je napisana 1931. godine i iste godine izvedena, prerađena još dva puta. Treća je inačica izvedena u Zagrebu 4. travnja 1948. godine pod upravom Milana Sachsa i nju se smatra konačnom. Prerada sadrži četvrtu sliku, koja produbljuje lik naslovne junakinje i predstavlja čitatelju njenu psihološku dramu. Završni prizor dobio je posljednju Koštaninu pjesmu - stilizaciju narodne melodije Crni goro koja afektivno naglašava tužnu sudbinu glavne junakinje. Muzikolozi ju smatraju pravim remek-djelom, Carmen među slavenskim djelima. Spoj je folklornog melosa i vokalnih dionica proisteklih fleksija govorne riječi koji je bio drugi izvora Konjovićeva glazbenog nadahnuća. Partitorom se provlače u gustim citatima vranjanskih narodnih pjesama, od kojih je nekolicina već u izvorniku Stankovićeve drame naslovljene kao „komad s pevanjem".